# Bob Kurland
Robert Albert „Bob” Kurland (ur. 23 grudnia 1924 w Saint Louis, zm. 29 września 2013 w Sanibel) – amerykański koszykarz polskiego pochodzenia grający na pozycji środkowego, złoty medalista letnich igrzysk olimpijskich w Londynie i letnich igrzysk olimpijskich w Helsinkach. Członek Polsko-Amerykańskiej Narodowej Galerii Sław Sportu od 1996.

## Osiągnięcia

### NCAA
- 2-krotny mistrz NCAA (1945, 1946)[1]
- 2-krotny Most Outstanding Player (MOP=MVP) turnieju NCAA (1945, 1946)[2]
- Zawodnik Roku NCAA według:
  - Sporting News (1946)[3]
  - Helms Foundation (1946)[4]
- Wybrany do:
  - I składu:
    - All-American (1944-1946)[5]
    - All-MVC (1946)

  - Akademickiej Galerii Sław Koszykówki – College Basketball Hall of Fame (2006)[6]
  - Koszykarskiej Galerii Sław Konferencji Missouri Valley – MVC Hall Of Fame (1998)[7]
- Lider strzelców NCAA (1946)[8]

### AAU
- 3-krotny mistrz AAU (1947–48, 1950)[9]
- 2-krotny wicemistrz AAU (1949, 1952)[9]
- MVP NIBL (1952)[9]
- Wybrany do:
  - składu:
    - NIBL ALL-STARS (1951, 1952)[9]
    - AAU All-American (1947–52)[9]

  - Koszykarskiej Galerii Sław im. Jamesa Naismitha (Naismith Memorial Basketball Hall Of Fame – 1961)[10]

### Reprezentacja
- 2-krotny mistrz olimpijski (1948, 1952)[11][12]